# Xylobium colleyi
Xylobium colleyi är en orkidéart som först beskrevs av James Bateman och John Lindley, och fick sitt nu gällande namn av Robert Allen Rolfe. Xylobium colleyi ingår i släktet Xylobium och familjen orkidéer. Inga underarter finns listade i Catalogue of Life.